# VSV-ZEBOV
Virus della stomatite vescicolare ricombinante - Zaire ebolavirus (rVSV-ZEBOV), venduto con il nome commerciale di Ervebo, è un vaccino che previene la malattia da Ebola. Quando utilizzato nella vaccinazione ad anello, rVSV-EBOV ha mostrato un alto livello di protezione. Circa la metà delle persone sottoposte al vaccino ha effetti avversi da lievi a moderati che includono mal di testa, affaticamento e dolore muscolare.
Il vaccino rVSV-ZEBOV è un vaccino ricombinante, competente per la replicazione. È costituito da un virus della stomatite vescicolare (VSV), che è stato geneticamente ingegnerizzato per esprimere una glicoproteina dello Zaire ebolavirus modo da provocare una risposta immunitaria neutralizzante al virus Ebola.
Il vaccino è stato approvato per uso medico negli Stati Uniti nel dicembre del 2019.  È stato creato da scienziati del laboratorio nazionale di microbiologia della Winnipeg, Manitoba, in Canada, che fa parte della Public Health Agency of Canada (PHAC). La PHAC lo ha concesso in licenza a una piccola azienda, NewLink Genetics, che ha iniziato a sviluppare il vaccino; NewLink a sua volta lo ha concesso in licenza a Merck nel 2014. È stato utilizzato nella Repubblica Democratica del Congo in un focolaio del 2018 nella provincia di Équateur, e da allora è stato ampiamente utilizzato nell'epidemia di Ebola a Kivu 2018-2020, con oltre 90.000 persone vaccinate.

## Uso medico
Quasi 800 persone sono state vaccinate contro l'anello in condizioni di emergenza con VSV-EBOV quando un altro focolaio di Ebola si è verificato in Guinea nel marzo 2016. Nel 2017, di fronte a un nuovo focolaio di Ebola nella Repubblica Democratica del Congo, il Ministero della Salute ha approvato l'uso di emergenza del vaccino ma non è stato immediatamente distribuito.

### Efficacia del vaccino
Nell'aprile 2019, a seguito di uno schema di vaccinazione ad anello su larga scala nello scoppio della RDC, l'Organizzazione mondiale della sanità ha pubblicato i risultati preliminari della sua ricerca, in associazione con l'Istituto nazionale per la ricerca biomedica della RDC, sull'efficacia del programma di vaccinazione ad anello, affermando che il vaccino rVSV-ZEBOV-GP era stato efficace del 97,5% nell'arresto della trasmissione di Ebola, rispetto a nessuna vaccinazione.

## Effetti collaterali
Si sono verificati effetti avversi in circa la metà delle persone a cui è stato somministrato il vaccino, generalmente da lievi a moderati e comprendendo mal di testa, affaticamento e dolore muscolare.

## Biochimica
Il rVSV-ZEBOV è un vaccino costituito dal virus della stomatite vescicolare ricombinante  attenuato, in cui il gene per la glicoproteina nativa dell'involucro esterno è la UniProt P03522 è sostituito dalla UniProt P87666 del virus Ebola, ceppo Zaire del Kikwit 1995. La produzione del vaccino per la sperimentazione di Fase I è stata effettuata da IDT Biologika. La produzione di vaccino per lo studio di fase III è stata effettuata da Merck, utilizzando la linea cellulare Vero, che Merck già utilizzava per produrre il suo vaccino RotaTeq contro il rotavirus.

## Storia

Area in cui è iniziato il virus Ebola dell'Africa occidentale e ha colpito i paesi vicini, causando alla fine oltre 28.000 casi con circa il 45% del numero totale che si è concluso con decesso

Gli scienziati che lavorano per la Public Health Agency of Canada (PHAC) hanno creato il vaccino e PHAC ha richiesto un brevetto nel 2003. Dal 2005 al 2009 sono stati pubblicati tre studi sugli animali sul virus, tutti finanziati dai governi canadese e statunitense. Nel 2005, è stato scoperto che una singola iniezione intramuscolare del vaccino EBOV o MARV induce risposte immunitarie completamente protettive nei primati non umani (Macaca fascicularis) contro le corrispondenti infezioni con l'EBOV o MARV altrimenti tipicamente letale.
Nel 2010, PHAC ha concesso in licenza la proprietà intellettuale del vaccino a una piccola azienda americana chiamata Bioprotection Systems, che era una consociata di NewLink Genetics; Newlink ha ricevuto finanziamenti dall'Agenzia per la riduzione delle minacce alla difesa degli Stati Uniti per sviluppare vaccini, per US $ 205.000 e royalties a "bassa percentuale di una cifra singola".
Nel dicembre 2013, l'epidemia di Ebola più grande di sempre è iniziata nell'Africa occidentale, in particolare in Guinea. Il 12 agosto, l'OMS ha stabilito che offrire alle persone infette da Ebola il vaccino RVSV-ZEBOV (che all'epoca non era stato testato sugli esseri umani) era etico e il governo canadese ha donato all'OMS 500 dosi del vaccino. Nell'ottobre 2014, NewLink non aveva in corso la vaccinazione e nessuna sperimentazione sull'uomo, e il governo canadese ha chiesto di annullare il contratto. A settembre o ottobre 2014, Newlink ha formato un comitato direttivo tra le parti interessate, tra cui PHAC, NIH e OMS, per pianificare lo sviluppo clinico del vaccino.
Nell'ottobre 2014, NewLink Genetics ha iniziato uno studio clinico di Fase I su rVSV-ZEBOV su soggetti umani sani per valutare la risposta immunitaria, identificare eventuali effetti collaterali e determinare il dosaggio appropriato. Le prove di fase I si sono svolte in Gabon, Kenya, Germania, Svizzera, Stati Uniti e Canada. Nel novembre 2014, NewLink ha concesso in licenza esclusivamente i diritti sul vaccino a Merck per $ 50 milioni più royalties.
Lo studio di Fase I è iniziato con una dose elevata che ha causato artrite e reazioni cutanee in alcune persone, e il vaccino è stato trovato replicandosi nel liquido sinoviale delle articolazioni delle persone colpite; lo studio clinico è stato interrotto per questo motivo, quindi ha ripreso con una dose più bassa.
Nel marzo 2015 sono iniziati in Guinea uno studio clinico di Fase II e uno di Fase III; lo studio di Fase II era incentrato sugli operatori sanitari di prima linea, mentre lo studio di Fase III era una vaccinazione ad anello in cui i contatti stretti di persone che avevano contratto il virus Ebola venivano vaccinati con VSV-EBOV. Nello stesso rapporto, l'OMS ha comunicato che il braccio di controllo del processo è stato abbandonato e il processo si espanderebbe. Tuttavia, il progetto di questo studio e l'elevata efficacia del vaccino sono stati messi in discussione.
Nel gennaio 2016, GAVI Alliance ha firmato un accordo con Merck in base al quale Merck ha accettato di fornire il vaccino VSV-EBOV per i futuri focolai di Ebola e GAVI ha pagato a Merck US$5 million; Merck utilizzerà i fondi per completare gli studi clinici e ottenere l'approvazione normativa. A partire da tale data, Merck aveva presentato una domanda all'Organizzazione mondiale della sanità (OMS) attraverso il programma di valutazione e elenco degli usi di emergenza (EUAL) per consentire l'uso del vaccino in caso di un'altra epidemia. È stato utilizzato su una base di emergenza in Guinea nel marzo 2016.
I risultati del processo di fase III in Guinea sono stati pubblicati a dicembre 2016. È stato ampiamente riportato dai media che il vaccino era sicuro e sembrava essere efficace quasi al 100%, ma il vaccino è rimasto non disponibile per uso commerciale a partire da dicembre 2016.
Nell'aprile 2017, alcuni scienziati della National Academy of Medicine (NAM) degli Stati Uniti hanno pubblicato una recensione della risposta all'epidemia di Ebola che includeva una discussione su come i candidati per la sperimentazione clinica erano stati selezionati, su come venivano progettate e condotte le sperimentazioni e rivisto i dati risultanti da le prove. Il comitato ha scoperto che i dati del processo di Guinea di Fase III erano difficili da interpretare per diversi motivi. Il processo non ha avuto un braccio placebo; è stato omesso per motivi etici e tutti i soggetti coinvolti, incluso il comitato, hanno concordato con la decisione. Ciò ha lasciato solo un gruppo di trattamento in ritardo per fungere da controllo, ma questo gruppo è stato eliminato dopo un'analisi intermedia ha mostrato livelli elevati di protezione, che ha lasciato il processo ancora più sottodimensionato. Il comitato ha scoperto che in base a un'analisi dell'intenzione di trattamento, il vaccino rVSV-ZEBOV avrebbe potuto non avere efficacia, concordato con gli autori del rapporto di dicembre 2016 che probabilmente aveva una certa efficacia, ma ha trovato dichiarazioni che presentavano una sostanziale o del 100% efficacia di essere insopportabile.
Nell'aprile 2019, a seguito di uno schema di vaccinazione ad anello su larga scala nell'epidemia di RDC, i risultati preliminari hanno mostrato che il vaccino era efficace del 97,5% nell'arresto della trasmissione di Ebola, rispetto a nessuna vaccinazione.
Nel settembre 2019, la Food and Drug Administration (FDA) americana ha accettato la domanda di licenza biologica di Merck e ha concesso una revisione prioritaria per il vaccino.
Nell'ottobre 2019, l'Agenzia europea per i medicinali (EMA) ha raccomandato il rilascio dell'autorizzazione all'immissione in commercio condizionale per il vaccino rVSV-ZEBOV-GP.
Nel novembre 2019, la Commissione europea ha concesso un'autorizzazione all'immissione in commercio condizionata a Ervebo e l'Organizzazione mondiale della sanità (OMS) ha prequalificato per la prima volta un vaccino contro l'Ebola.
Nel dicembre 2019, Ervebo è stato approvato per l'uso negli Stati Uniti.
L'approvazione di Ervebo è stata supportata da uno studio condotto in Guinea durante l'epidemia 2014-2016 in soggetti di età pari o superiore a 18 anni. Lo studio era uno studio di vaccinazione randomizzata a grappolo (anello) in cui 3.537 contatti e contatti di contatti di individui con malattia da virus Ebola (EVD) confermata in laboratorio hanno ricevuto la vaccinazione "immediata" o di 21 giorni "ritardata" con Ervebo. Questo progetto degno di nota era inteso a catturare una rete sociale di individui e luoghi che potrebbero includere abitazioni o luoghi di lavoro in cui un paziente trascorreva del tempo mentre era sintomatico o le famiglie di persone che avevano avuto contatti con il paziente durante la malattia o la morte di quella persona. In un confronto tra casi di EVD tra 2.108 individui nel braccio di vaccinazione "immediato" e 1.429 individui nel braccio di vaccinazione "ritardato", Ervebo è stato determinato per essere efficace al 100% nel prevenire i casi di Ebola con insorgenza dei sintomi maggiore di dieci giorni dopo la vaccinazione. Non sono stati osservati casi di EVD con insorgenza dei sintomi superiore a dieci giorni dopo la vaccinazione nel gruppo cluster "immediato", rispetto a dieci casi di EVD nel gruppo cluster "ritardato" di 21 giorni.
In ulteriori studi, le risposte anticorpali a Ervebo sono state valutate in 477 individui in Liberia, circa 500 individui in Sierra Leone e circa 900 individui in Canada, Spagna e Stati Uniti Le risposte anticorpali tra quelle dello studio condotto in Canada, Spagna e gli Stati Uniti erano simili a quelli degli individui negli studi condotti in Liberia e Sierra Leone.
La sicurezza di Ervebo è stata valutata in circa 15.000 individui in Africa, Europa e Nord America. Gli effetti collaterali più comunemente riportati sono stati dolore, gonfiore e arrossamento nel sito di iniezione, nonché mal di testa, febbre, dolori articolari e muscolari e affaticamento.
Alla domanda per Ervebo negli Stati Uniti è stata concessa la revisione prioritaria, un buono per la revisione prioritaria delle malattie tropicali e la designazione della terapia innovativa. La US Food and Drug Administration (FDA) ha concesso l'approvazione per Ervebo a Merck & Co., Inc.

### L'epidemia di Ebola del 2018

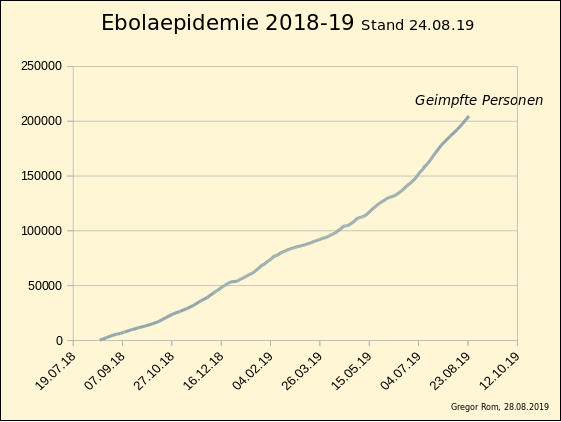
Epidemia di Kivu Ebola 2018 : numero di persone vaccinate con rVSV-ZEBOV nell'area dell'epidemia DRC

Durante l'epidemia nella Repubblica Democratica del Congo nel 2018, è stato utilizzato il vaccino ZEBOV, e quello che una volta era la traccia di contatto che contava 1.706 persone (vaccinazione ad anello che ammontava a 3.330) è stato ridotto a zero il 28 giugno 2018. L'epidemia ha completato il ciclo di 42 giorni richiesti il 24 luglio.
Il 1º agosto è stato annunciato un focolaio di Ebola nel Nord Kivu. Dopo sei mesi i totali attuali ammontano a 735 casi totali e 371 decessi; la violenza nella regione ha contribuito alla diffusione del virus. I risultati preliminari mostrano che la vaccinazione ad anello con il vaccino è stata altamente efficace nel ridurre la trasmissione di Ebola.